# Midno (rejon złoczowski)
Midno (ukr. Мідне) – wieś na Ukrainie w rejonie złoczowskim obwodu lwowskiego.

## Historia
Dawniej grupa domów na obszarze dworskim Smolno.
Do 2020 w rejonie brodzkim. 